# Jonte

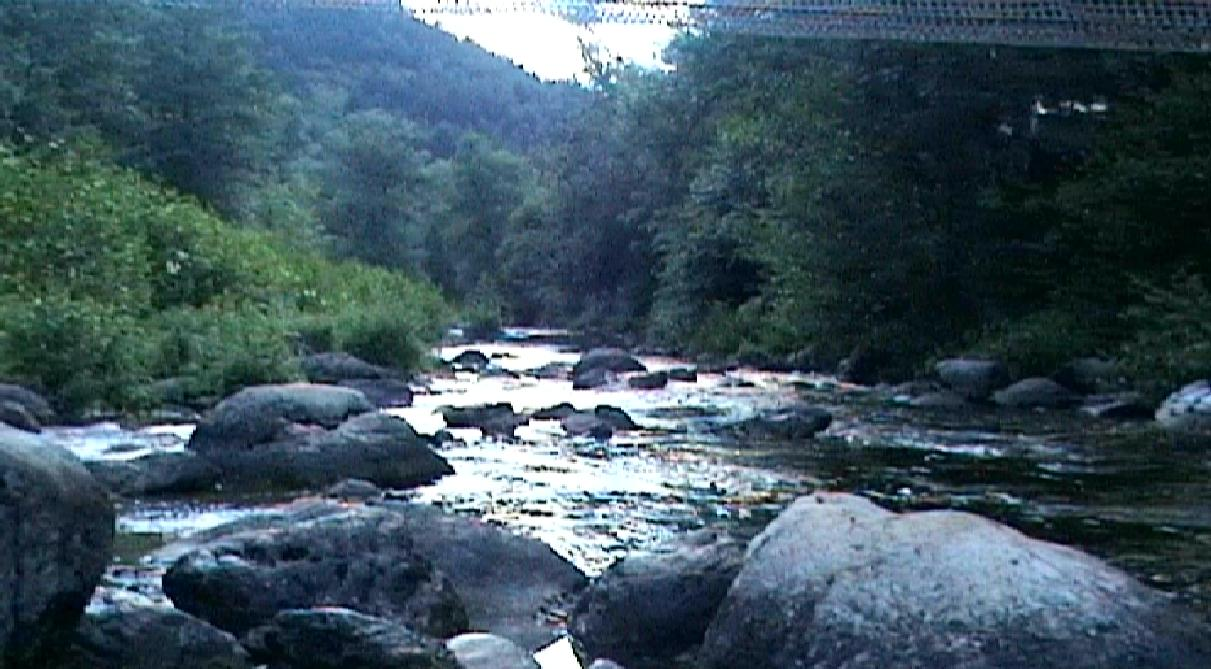
De Jonte in Meyrueis

De Jonte is een riviertje in Zuid-Frankrijk in de departementen Lozère en Aveyron.
Het is een zijrivier van de Tarn en behoort bijgevolg tot het stroomgebied van de Garonne.
De bron ligt nabij de Mont Aigoual op het grondgebied van de gemeente Meyrueis in het Nationaal Park Cevennen op 1440 m hoogte.
Tussen de Causse Méjean en de Causse Noir heeft zij de prachtige kloof Gorges de la Jonte uitgesleten. Het lagere deel van haar bedding vormt een departementsgrens.
Na 38,6 km mondt zij uit in de Tarn op 395m hoogte nabij het dorp Le Rozier.
Over een lengte van 7 km stroomt zij ondergronds. Op dit traject heeft zij ook een bovengrondse bedding die behalve bij grote toevloed droog staat.
- Bibliothèque nationale de France: cb120998987 (data)
- Système universitaire de documentation: 029354722
- Virtual International Authority File: 131144648511674613476